# Egbert Hayessen
Egbert Hayessen (28 de diciembre de 1913 - 15 de agosto de 1944) fue un combatiente de la resistencia en la lucha contra Adolf Hitler, y un mayor en el ejército.
Nacido en Eisleben, Hayessen se crio en el dominio Hessiano de Mittelhof cerca de Felsberg-Gensungen. En 1924, se trasladó a Roßleben. Ahí, en 1933 en la Escuela del Monasterio de Roßleben hizo su Abitur. Después de su Abitur, Hayessen completó formación militar en el Regimiento de Artillería n.º 12 en Schwerin como oficial de carrera y alcanzó el grado de mayor en el Estado Mayor a las órdenes del General Friedrich Fromm, Comandante en jefe del Ejército de Reserva. Hayessen supo por primera vez de la existencia de un complot contra Hitler y la Operación Valquiria el 15 de julio de 1944 de manos de Robert Bernardis. Se alejó del Nacional Socialismo y tomó parte en el intento de asesinar a Hitler en la Guarida del Lobo en Prusia Oriental el 20 de julio de 1944, asumiendo las conexiones logísticas previstas entre el Comandante de la Ciudad Paul von Hase y el presidente de la Policía Wolf-Heinrich Graf von Helldorf. En el día del ataque, Egbert Hayessen llevó a Paul von Hase las noticias del arresto del General Fromm en el cuartel general de Bendlerstraße en Berlín. En la oficina del Comandante de la Ciudad, Hayessen entonces tomó parte en los preparativos para ocupar el edificio de la radio en Berlín y para arrestar al Ministro de Propaganda Joseph Goebbels.
El 15 de agosto de 1944, Hayessen fue sentenciado a muerte a la horca por el Volksgerichtshof, y la sentencia fue llevada a cabo el mismo día en la prisión de Plötzensee en Berlín.
Egbert Hayessen es recordado en el Centro Memorial de Plötzensee. Además, una placa en memoria de su acto de conciencia puede verse en el exterior del Mittelhof, en las cercanías de Gensungen.

## Bibliografía

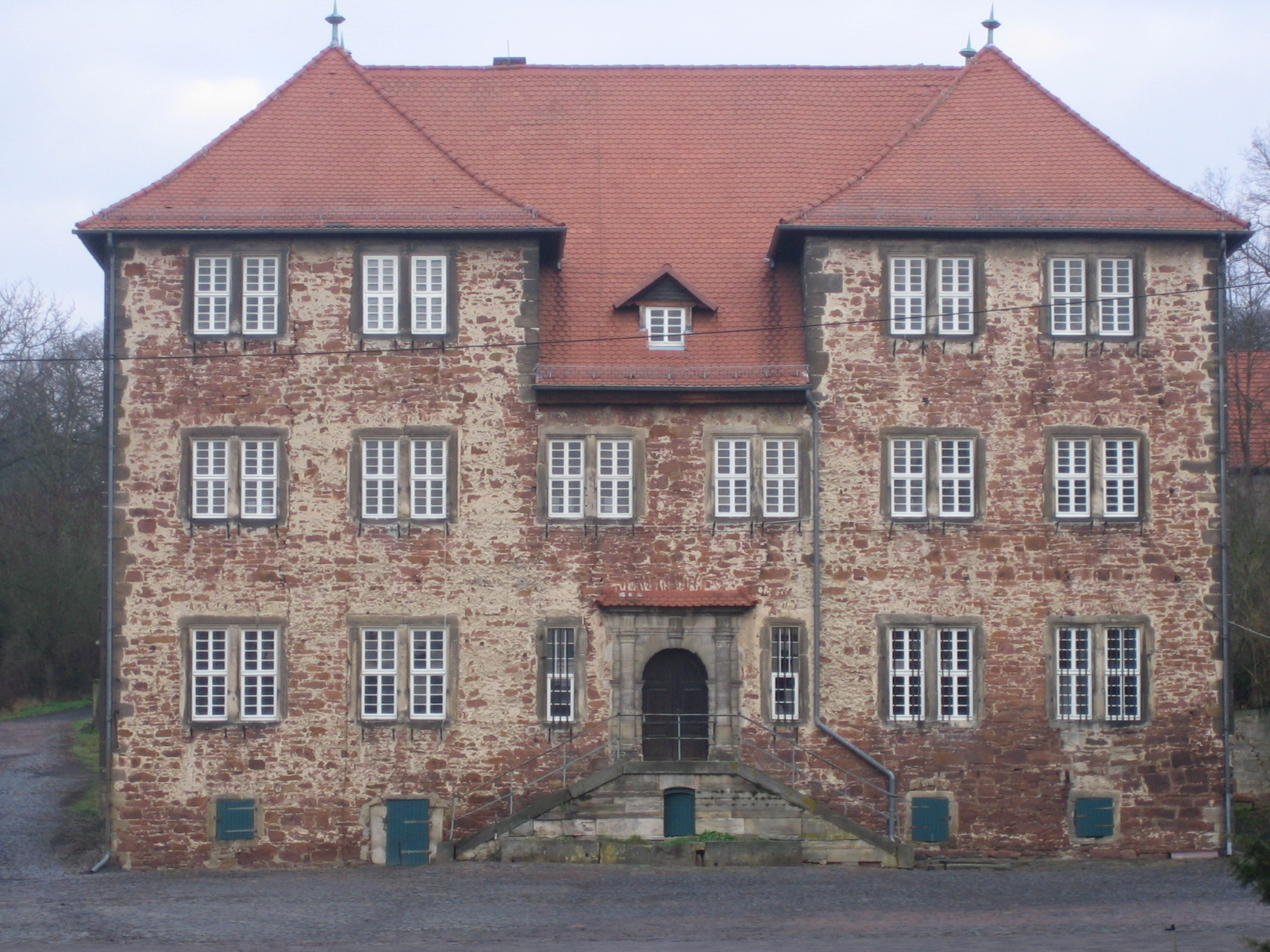
Staatsdomäne Mittelhof